# Дългопол (община)
Община Дългопол се намира в Североизточна България и е една от съставните общини на област Варна.

## География

### Географско положение, граници, големина
Общината е разположена в югозападната част на област Варна. С площта си от 440,945 km2 заема 5-о място сред 12-те общини на областта, което съставлява 11,52% от територията на областта. Границите ѝ са следните:
- на север – община Провадия;
- на изток – община Долни чифлик;
- на юг – община Руен от област Бургас;
- на запад и северозапад – община Смядово от област Шумен.

### Релеф, води, природни забележителности

#### Релеф
Релефът на общината е преобладаващо ниско- и средно планински. Територията на общината условно попада в три физикогеографски области на България – Източна Стара планина, Източния Предбалкан и Източната Дунавска равнина.
Към Източна Стара планина се отнасят най-източните части на Върбишка планина и най-западните части на Камчийска планина. Върбишка планина обхваща южните части на общината и се простира между реките Голяма Камчия и десният ѝ приток Лопушка река на север и Луда Камчия на юг. Тук югозападно от село Поляците се издига най-високата точка на общината от 563 m н.в. Югоизточната част е заета от западните разклонения на Камчийска планина с максимална височина – връх Чешмебаир (547 m). Тази част на планината е разделена от дълбоко всечената каньоновидна долина на река Елешница, десен приток на Камчия.
Най-западната част на общината между река Голяма Камчия на север и десния ѝ приток Лопушка река се заема от най-източните разклонения на Драгоевска планина (част от Източния Предбалкан) с максимална височина – връх Калфата (518 m), разположен северно от село Медовец.
В северната част от общината, на север от река Голяма Камчия, се простират южните склонове на Роякското плато, което спрямо физикогеографската подялба на страната се отнася към Източната Дунавска равнина. Максималната височина е 408 m, разположена северно от село Сладка вода.
Между Роякското плато на север и Върбишка и Камчийска планина на юг се простира широката долина на река Голяма Камчия и най-горното течение на същинската река Камчия. Тук в нейното корито, източно от село Величково, се намира най-ниската точка на общината – 21 m н.в.

#### Води
От запад на изток, през средата на общината на протежение от около 28 km, протича най-долното течение на река Голяма Камчия, а в южната част, между Върбишка и Камчийска планина – най-долното течение на река Луда Камчия. Двете реки се сливат южно от село Величково, като образуват същинската река Камчия, която след около 4 – 5 km напуска пределите на общината и навлиза в община Долни чифлик. На река Луда Камчия, нагоре от село Цонево е изграден големият язовир „Георги Трайков“, водите на който се използват основно за водоснабдяване на множество населени места в Североизточна България. В югоизточната част, от юг на север, в дълбока каньоновидна долина протича средното и долно течение на река Елешница, която източно от село Величково се влива отдясно в река Камчия.

#### Природни забележителности
На десния бряг на язовира, югозападно от село Аспарухово се намира природният феномен „Чудните скали“, което е най-големият туристически обект на община Дългопол. Обявен е с постановление № 1869 от 17.02.1949 г., с площ 12,5 ха. Местността има специфичен ландшафт – скален венец с уникални скални образувания и местообитание на редки представители на орнитофауната. Скалите са образувани от въздействието на водата и вятъра върху варовика, като скалата не е монолитна, а на блокове. Скалите изникват непосредствено от бреговете на язовир „Георги Трайков“, където са най-стръмни и отвесни. Те са около десетина невероятно красиви скални игли с височина 40 – 50 m, наподобяващи кули на замък.

### Населени места
Общината се състои от 17 населени места. Списък на населените места, подредени по азбучен ред, население и площ на землищата им:
| Населено място | Пребр. на населението през 2021 г. | Площ на землището (в км2) | Забележка (старо име)                     | Населено място | Пребр. на населението през 2021 г. | Площ на землището (в км2) | Забележка (старо име)        |
| Арковна        | 72                                 | 17,316                    | Реджеб махалле                            | Лопушна        | 711                                | 27,221                    |                              |
| Аспарухово     | 540                                | 90,717                    | Ченге                                     | Медовец        | 1482                               | 33,898                    | Саръкованлък                 |
| Боряна         | 191                                | 27,694                    | Чамурна, Къзлар Пънаръ, Йокюз Муса        | Партизани      | 970                                | 33,178                    | Пиредже, Предже              |
| Величково      | 454                                | 13,484                    | Коте                                      | Поляците       | 772                                | 41,280                    | Бекчи                        |
| Дебелец        | 6                                  | -                         | Кара Ахмед махалле, в з-щето на с. Цонево | Рояк           | 315                                | 18,472                    | Куштепе                      |
| Дългопол       | 4254                               | 57,881                    | Ново село, Йеникьой                       | Сава           | 176                                | 16,444                    |                              |
| Камен дял      | 244                                | 8,435                     | Кая ардъ, Кая Йозю                        | Сладка вода    | 12                                 | 14,521                    | Айджъ дере                   |
| Комунари       | 84                                 | 15,060                    | Мурна, Хабибче махалле                    | Цонево         | 1860                               | 15,835                    | Сандъкчъ, Ракла              |
| Красимир       | 65                                 | 9,509                     | Казаллък                                  | ОБЩО           | 12208                              | 440,945                   | 1 населено място без землище |

## Административно-териториални промени
- МЗ № 2820/обн. 14.08.1934 г. – преименува с. Реджеб махле на с. Арковна;

– преименува с. Кая ардъ на с. Камен дял;
– преименува с. Айджи дере на с. Сладка вода;
- МЗ № 3072/обн. 11.09.1934 г. – преименува с. Ново село на с. Дългопол;

– преименува с. Сандъкчии на с. Ракла;
- МЗ № 3775/обн. 07.12.1934 г. – преименува с. Дели Хюсеин (Дели Хюсеин махле) на с. Голямо Делчево;

– преименува с. Кара Ахмед махле на с. Дебелец;
– преименува с. Саръ кованлък на с. Медовец;
– преименува с. Бекчии на с. Поляците;
– преименува с. Куш тепе на с. Рояк;
- МЗ № 1966/обн. 16.11.1935 г. – преименува с. Петрушан на с. Яворово;

– преименува с. Ченге на с. Аспарухово;
– преименува с. Чамурна на с. Боряна;
– преименува с. Коте на с. Величково;
– преименува с. Казаллък на с. Красимир;
- Указ № 360/обн. 02.08.1950 г. – преименува с. Ракла на с. Цонево;
- Указ № 490/обн. 19.09.1950 г. – заличава селата Горна Мурна и Долна Мурна и ги обединява в едно населено място с. Комунари;

– заличава селата Ганчево и Преджа и ги обединява в едно населено място с. Партизани;
- указ № 546/обн. 15.09.1964 г. – признава с. Дългопол за с.гр.т. Дългопол;
- указ № 829/обн. 29.08.1969 г. – признава с.гр.т. Дългопол за гр. Дългопол;
- Указ № 689/обн. 22.04.1975 г. – заличава с. Яворово и го присъединява като квартал на с. Цонево;
- Указ № 202/обн. 02.03.1976 г. – заличава с. Голямо Делчево поради изселване и присъединява землището му към с. Цонево;
- Указ № 202/обн. 02.03.1976 г. – заличава с. Дебелец поради изселване;
- Указ № 343/обн. 16.11.2007 г. – възстановява заличеното през 1976 г. с. Дебелец;

## Население

### Етнически състав
Преброяване на населението през 2011 г.
Численост и дял на етническите групи според преброяването на населението през 2011 г., по населени места (подредени по численост на населението):
| Населено място | Численост | Численост | Численост | Численост | Численост | Численост           | Численост     | Населено място | Дял (в %) | Дял (в %) | Дял (в %) | Дял (в %) | Дял (в %)           | Дял (в %)     |
| Населено място | Общо      | Българи   | Турци     | Цигани    | Други     | Не се самоопределят | Не отговорили | Населено място | Българи   | Турци     | Цигани    | Други     | Не се самоопределят | Не отговорили |
| Общо           | 14389     | 5755      | 5918      | 685       | 22        | 193                 | 1816          | 100,00         | 39,99     | 41,12     | 4,76      | 0,15      | 1,34                | 12,62         |
| -------------- | --------- | --------- | --------- | --------- | --------- | ------------------- | ------------- | -------------- | --------- | --------- | --------- | --------- | ------------------- | ------------- |
| Дългопол       | 4888      | 3308      | 120       | 129       | 7         | 23                  | 1301          | Дългопол       | 67,67     | 2,45      | 2,63      | 0,14      | 0,47                | 26,61         |
| Арковна        | 75        | 73        | 0         | 0         |           |                     | 1             | Арковна        | 97,33     | 0,00      | 0,00      |           |                     | 1,33          |
| Аспарухово     | 634       | 604       | 23        | 0         | 0         | 0                   | 7             | Аспарухово     | 95,26     | 3,62      | 0,00      | 0,00      | 0,00                | 1,10          |
| Боряна         | 294       | 226       | 3         | 0         |           |                     | 64            | Боряна         | 76,87     | 1,02      | 0,00      |           |                     | 21,76         |
| Величково      | 560       | 124       | 35        | 372       |           |                     | 13            | Величково      | 22,14     | 6,25      | 66,42     |           |                     | 2,32          |
| Дебелец        | 0         | 0         | 0         | 0         | 0         | 0                   | 0             | Дебелец        | 0,00      | 0,00      | 0,00      | 0,00      | 0,00                | 0,00          |
| Камен дял      | 241       | 36        |           |           |           |                     | 202           | Камен дял      | 14,93     |           |           |           |                     | 83,81         |
| Комунари       | 107       | 106       |           | 0         |           |                     | 0             | Комунари       | 99,06     |           | 0,00      |           |                     | 0,00          |
| Красимир       | 87        | 87        | 0         | 0         | 0         | 0                   | 0             | Красимир       | 100,00    | 0,00      | 0,00      | 0,00      | 0,00                | 0,00          |
| Лопушна        | 911       | 21        | 731       |           |           | 143                 | 15            | Лопушна        | 2,30      | 80,24     |           |           | 15,69               | 1,64          |
| Медовец        | 1717      | 11        | 1697      |           | 0         |                     | 8             | Медовец        | 0,64      | 98,83     |           | 0,00      |                     | 0,46          |
| Партизани      | 1084      | 203       | 834       |           |           | 0                   | 44            | Партизани      | 18,72     | 76,93     |           |           | 0,00                | 4,05          |
| Поляците       | 856       | 17        | 838       | 0         |           |                     | 0             | Поляците       | 1,98      | 97,89     | 0,00      |           |                     | 0,00          |
| Рояк           | 272       |           | 268       | 0         |           | 0                   | 0             | Рояк           |           | 98,52     | 0,00      |           | 0,00                | 0,00          |
| Сава           | 236       | 202       | 9         | 14        |           |                     | 9             | Сава           | 85,59     | 3,81      | 5,93      |           |                     | 3,81          |
| Сладка вода    | 44        | 44        | 0         | 0         | 0         | 0                   | 0             | Сладка вода    | 100,00    | 0,00      | 0,00      | 0,00      | 0,00                | 0,00          |
| Цонево         | 2383      | 690       | 1359      | 168       | 5         | 9                   | 152           | Цонево         | 28,95     | 57,02     | 7,04      | 0,20      | 0,37                | 6,37          |

### Вероизповедания
Численост и дял на населението по вероизповедание според преброяването на населението през 2011 г.:
|                     | Численост | Дял (в %) |
| Общо                | 14 389    | 100,00    |
| Православие         | 4 296     | 29,85     |
| Католицизъм         |           |           |
| Протестантство      | 45        | 0,31      |
| Ислям               | 5 094     | 35,40     |
| Друго               |           |           |
| Нямат               | 71        | 0,49      |
| Не се самоопределят | 751       | 5,21      |
| Непоказано          | 4 092     | 28,43     |

## Транспорт
През територията на общината преминават три участъка от железопътната мрежа на България:
- последният участък от 21,2 km от трасето на жп линията Синдел – Комунари;
- началният участък от 6,8 km от трасето на жп линията Комунари – Дъскотна – Карнобат;
- последният участък от 11,3 km от трасето на жп линията Шумен – Комунари.

През общината преминават частично 3 пътя от Републиканската пътна мрежа на България с обща дължина 49,9 km:
- участък от 26,3 km от Републикански път III-208 (от km 26,9 до km 53,2);
- началният участък от 12,3 km от Републикански път III-2083 (от km 0 до km 12,3);
- последният участък от 11,3 km от Републикански път III-7301 (от km 19,9 до km 31,2).

## Топографска карта
- Лист от карта K-35-31. Мащаб: 1 : 100 000.
- Лист от карта K-35-43. Мащаб: 1 : 100 000.